# Elli Blarr
Elli Blarr (* in Berlin-Friedenau) war die erste Taxifahrerin in Deutschland.
Ende der Goldenen 1920er Jahre, am 29. Januar 1929, erhielt Elli Blarr von der Straßenverkehrsbehörde in Berlin die Konzession zum Führen von Autodroschken. Die Berliner Taxiunternehmerin besaß mehrere Autos und fuhr auch selbst, einen Opel.
Nach ihr ist das Elli-Blarr-Rennen für drei- bis 14-jährige Pferde auf der Trabrennbahn in Hamburg-Bahrenfeld benannt.